# Nová Ľubovňa
Nová Ľubovňa (deutsch Neulublau, ungarisch Újlubló, lateinisch Neo-Lublovia) ist eine Gemeinde im nordostslowakischen Kraj Prešov. Sie liegt im Popradtal am Flüsschen Jakubianka, drei Kilometer südlich von Stará Ľubovňa.

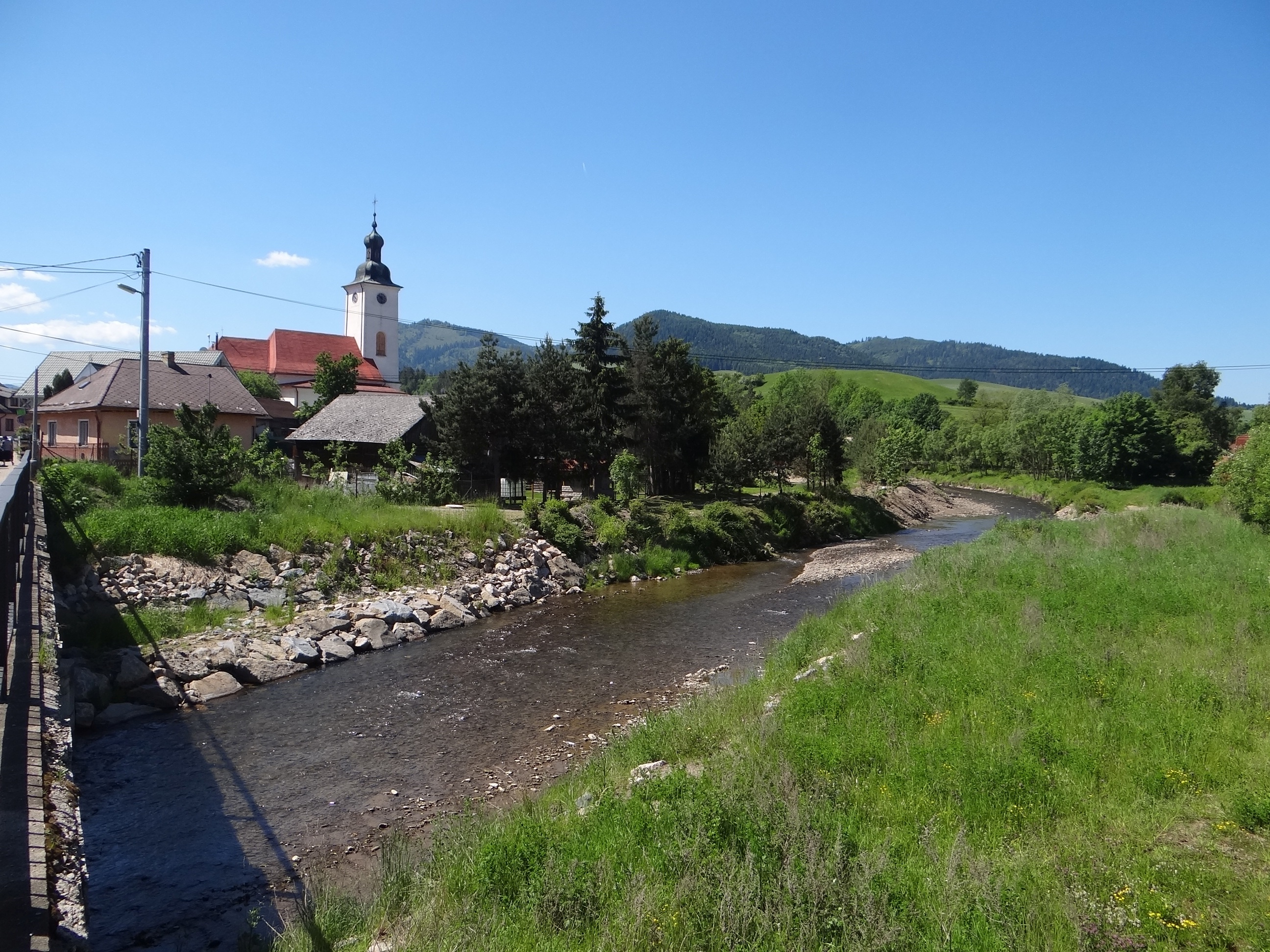
Nová Ľubovňa

Der Ort wurde 1308 unter dem Namen Liblow Pataka (Lublauer Bach) erstmals genannt, dann wurde 1322 als Novum Lublo (Neulublau) erwähnt. Er gehörte zur Herrschaft von Lublauer Burg. 
Sehenswert ist die frühgotische Kirche, um 1300 erbaut.

## Bevölkerung
| Jahr                | 1994 | 2004     | 2014    | 2024    |
| ------------------- | ---- | -------- | ------- | ------- |
| Anzahl der Personen | 2437 | 2738     | 2949    | 3032    |
| Unterschied         |      | +12,35 % | +7,70 % | +2,81 % |

| Jahr                | 2023 | 2024    |
| ------------------- | ---- | ------- |
| Anzahl der Personen | 3012 | 3032    |
| Unterschied         |      | +0,66 % |